# Коментіол
Коментіол (грец.: Κομεντίολος, Komentiolos, лат.: Comentiolus; помер 602) — полководець візантійського імператора Маврикія (в 582—602), відомий як один з найталановитіших воєначальників Візантії, з часу смерті Велізарія. Він зіграв важливу роль у балканських війнах Маврикія, і війнах на Сході проти персів.

## Життя
Нічого не відомо про його раннє життя, крім того, що він був родом з Фракії. Він вперше з'являється на початку 583 р., як імперський тілоохоронець (Excubitores), коли він супроводжував візантійського посла до Баяна I, кагана аварів. За словами історика Феофілакта Сімокатти, він рознервував кагана своїми словами, і був на короткий час ув'язнений.
Протягом всього життя, Коментіол залишався вірним Маврикію, і імператор постійно просував його у важливих постах. Наступного року, після перемир'я з аварами, він був призначений командувачем бригади (taxiarchia) в походах проти слов'янських племен, очолених антським царем Ардагастом, які здійснювали рейд у Фракію і проникали через Довгі Стіни Анастасія — зовнішню оборонну систему Константинополя. Коментіол розбив їх на річці Ержинія (Erginia), неподалік від Довгих Стін. У нагороду за цю перемогу, його нагородили титулом магістра (magister militum praesentalis) в 585.
Із цієї нагоди, або, можливо, трохи пізніше (можливо, в 589), він був зведений у вище придворне звання — Патрицій. Влітку 585 він знову переміг значні сили слов'ян, і в 586 році він очолив військо у війні з аварами, так як вони розірвали договір. У 587, він зібрав 10-тисячну армію, біля сучасного болгарського міста Поморіє. Він, тоді ж, підготував невдалу засідку для аварського кагана в горах Гем. Близько 588 року призначається військовим магістром провінції Іспанія (magister militum per Spaniae), де перебував до 601 року.
602 року намагався зупинити повсталих вояків на чолі із Фокою, проте невдало. Того ж року після повалення імператора Маврикія за наказом імператора Фоки Коментіола було страчено.